# Ли Юаньчао
Ли Юаньчао (кит. трад. 李源潮, пиньинь Lǐ Yuáncháo; род. в ноябре 1950 года, в уезде Ляньшуй, провинция Цзянсу) — китайский политический деятель, член Политбюро ЦК КПК (2007-2017), заместитель председателя КНР (2013-2018). В 2007—2012 гг. секретарь ЦК КПК и заворготделом ЦК. В 2002—2007 гг. возглавлял партком КПК провинции Цзянсу.
Член КПК с марта 1978 года, кандидат в члены ЦК КПК 16-го созыва, член Политбюро и Секретариата ЦК КПК 17-го созыва, член Политбюро ЦК КПК 18-го созыва.

## Биография
По национальности ханец. Его отец Ли Ганьчэн до начала "Культурной революции" являлся заместителем партийного секретаря Шанхая, благодаря чему Ли называют «своим» в КПК среди "фракций" «принцев» и «шанхайцев».
Трудовую деятельность начал в ноябре 1968 года.
С 1972 года обучался в Восточно-Китайском педагогическом университете на математика. Окончил математический факультет Фуданьского университета (1974, бакалавр математики), и со степенью магистра (заочно) Пекинский университет. Докторскую степень в области права получил в Центральной партийной школе. Также в 2002 году обучался в Институте государственного управления имени Кеннеди при Гарвардском университете.
Трудовую деятельность начал рабочим фермы. Более десяти лет преподавал в школах, училищах и университетах Шанхая.
С 1983 года секретарь Шанхайского комитета Коммунистического союза молодежи Китая. В 1983—1990 годах член Секретариата Центрального комитета КСМК.
С 1990 по 1996 год работал в Группе по внешней пропаганде ЦК КПК. В период 1996—2000 гг. — заместитель министра культуры, заместитель секретаря партийной группы Министерства культуры. Александр Габуев отмечал его близость к Ху Цзиньтао.
В 2001–2003 гг. глава Нанкинского горкома КПК (столицы пров. Цзянсу).
С декабря 2002 года возглавлял партком провинции Цзянсу. Во время своего пребывания в Цзянсу он получил от местных чиновников хорошую оценку своей работы в плане производительности, социальной и экологической сферах.
Его руководство провинцией Цзянсу отмечалось ступенью в ожидании дальнейшего продвижения. Наблюдатели рассматривали его как одного из ведущих кандидатов на преемничество Ху Цзиньтао, чьим протеже его указывают.
Один из десяти членов Политбюро ЦК КПК 17 созыва, избранных в состав 18 созыва, и из них в числе трёх, не вошедших в состав его Постоянного комитета. В предыдущий раз зампред КНР не состоял в Посткоме Политбюро — до прихода на пост зампреда КНР Ху Цзиньтао в 1998 году. "Российская газета" в 2012 году отмечала, что Ли - "это малоизвестная фигура как за рубежом, так и в Китае", и что при этом "он является связующим звеном между различными группировками (в КПК - прим.): и "принцами", и "шанхайцами", и "комсомольцами".